# Hilary Swank
Hilary Ann Swank (født 30. juli 1974) er en amerikansk skuespiller, som bl.a. har haft roller i Buffy - Vampyrernes Skræk, Beverly Hills 90210, Boys Don't Cry og Million Dollar Baby. 

## Biografi

### Opvækst
Swank er født den 30. juli 1974 i Lincoln, Nebraska, USA  som datter af Judy (pigenavn Clough), en sekretær og danser og Stephen Swank, som var officer i "Air National Guard" og senere omrejsende sælger. Hun er af spansk og indfødt amerikansk afstamning. Hun har en bror, Dan. Mange af familiens medlemmer er fra Ringgold County, Iowa . Swanks start på livet var lidt bumlet, især fordi hun voksede op i en trailerpark nær Lake Samish i Bellingham, Washington  som de flyttede til, da hun var 6 år , efter at have levet i Spokane, Washington. Swank har beskrevet sig selv om en "outsider", da hun var barn, som kun følte at hun hørte til "når jeg læste en bog eller så en film, hvor jeg kunne leve mig ind i rollen". Dette var inspirationen til at blive skuespiller.
Swank var 9 år, da hun var med i sit første skuespil i Junglebogen. Hun blev involveret i skole- og kommune-teaterprogrammer, programmer som også inkluderede ture på "Bellingham Theatre Guild". Hun gik på "Sehome High School"  i Bellingham indtil hun var 16 år. Swank deltog også i  "Junior Olympics" og "Washington Statsmesterskaber" i svømning; hun kom på 5. pladsen i all-round-gymnastik  (hvilket skulle vise sig at være nyttigt, da hun var med i The Next Karate Kid nogle år senere).
 Swanks forældre blev separeret, da hun var 13 år , og hendes mor, der støttede sin datters skuespil, flyttede til Los Angeles, hvor de levede i deres bil, indtil Swanks mor havde råd til en lejlighed  Swank har givet sin mor æren som sin inspiration til at spille skuespil hele sit liv. 

I Californien, gik Swank på "South Pasadena High School" (selvom hun senere droppede ud af skolen ) og begyndte at spille professionelt skuespil. Hun hjalp sin mor med penge til husleje, med de penge hun tjente ved at have roller i tv-programmer som Evening Shade og Growing Pains.

### Karriere
The Next Karate Kid er en film fra 1994 med Swank og Pat Morita i hovedrollerne. Det er den 4. og sidste film i "The Karate Kid"-serien. I september 1997, fik Swank rollen den enlig mor Carly Reynolds i tv-serien Beverly Hills 90210. Hun var egentlig blevet lovet en 2-årskontrakt på rollen, men hendes karakter blev skrevet ud allerede efter 16 episoder i januar 1998. Swank har senere udtalt, hvor skuffet hun var over at blive skrevet ud og tænkte: "Hvis jeg ikke er god nok til 90210, så jeg er ikke god nok til noget". 
Men som det udviklede sig, blev fyringen fra serien, alligevel godt for Swank, fordi det gav hende rollen som Brandon Teena in Boys Don't Cry. Swank reducerede sit fedt på kroppen ned til 7 % for at være parat til rollen . Mange kritikere hyldede hendes præstation som den bedste kvindelige præstation i 1999 og hendes medskuespiller, Chloë Sevigny, fik samme begejstring. Denne rolle gav Swank både en Golden Globe og en Oscar for bedste skuespillerinde. Hun vandt samme priser for sin næste store filmrolle, som den kvindelige bokser Maggie Fitzgerald, i Clint Eastwoods Oscar-vindende film fra 2004, Million Dollar Baby, en rolle der gjorde at hun tog næsten 9 kg muskler på, for at kunne passe ind i rollen som letvægtsbokser.

Swanks succes gjorde, at hun kunne være med i rækken af kvinder, Vivien Leigh, Helen Hayes, Sally Field og Luise Rainer, der som de eneste, har været nomineret 2 gange til en Oscar og vundet begge gange. Hun er også den tredje-yngste dobbeltvinder af kategorien "Best Actress" (efter Rainer og Jodie Foster). Efter at have vundet sin anden Oscar, har hun udtalt: "Jeg ved ikke, hvad jeg har gjort i mit liv for at fortjene den her. Jeg er bare en pige en trailer park, som havde en drøm". Swank havde kun tjent $75 (440 d.kr.) pr. dag, under optagelserne til Boys Don't Cry, hvilket i sidste ende gav en total på $3,000 (18.000 d.kr.)  . Hendes løn var så lav, at (ifølge en anekdote i 60 Minutes) hun ikke engang havde råd til en sygeforsikring.
Først i 2006, skrev Swank en 3- årig kontrakt som talskvinde for "Guerlain" (en kvindeparfume) . I 2007, var Swank med og var executive producer i  Freedom Writers, et drama om en virkelig lærer, som inspirerede en californisk high school-klasse. Swank har fået meget ros for denne rolle, bl.a. at hun "bragte troværdighed" til rollen , mens en anden mente at det var et "enligt læk af knebent strippet sig selv til ære for de bare essentialer" . 
Swank er med i The Reaping, en horror film, der havde premiere den 5. april, 2007, hvor hun spiller et religiøst fænomen. Swank overtalte filmproducerne til at flytte optagelserne fra New England til Deep South, og filmen blev filmet i Baton Rouge, Louisiana, da tornadoen Katrina hærgede . 
Swank er med i den romantiske komedie PS, I Love You, fra 2007, sammen med Gerard Butler, en skuespiller hun sætter meget højt . 
Swank fik en stjerne på Hollywood Walk of Fame mandag den 8. januar 2007. Hendes stjerne var den 2,325 stjerne i rækken .
Hun har ved flere lejligheder spillet rollen som en kvinde, der på trods af svære vilkår kæmper for at klare sig.. Det er et fremtrædende motiv i "Million Dollar Baby", og en lignende rolle spillede hun i Ordinary Angels, som havde premiere den 23. februar 2024.

### Privat
Swank har udtalt sig som sig selv: "Jeg er en skuespiller, ikke en kendis" og ser sig selv som et "hjemmemenneske" . Hun er også en spirituel person, dog ikke medlem af nogen organiseret religion . Hun siger også, at hun er atletisk og at hun elsker sport .
Swank har haft helbredsproblemer, med bl.a. stigende og faldende indhold af kviksølv i hendes krop, selvom hun har forberedt sig godt til sine roller, hvilket resulterede i at hun tabte og tog på i rollerne til Boys Don't Cry og Black Dahlia. Hun har udtalt, at hun vil gøre det der kræves af rollen og få det til at fungere og at "ar på kroppen er en påmindelse om, at du er i live, er et menneske og at du kan bløde" . I 2007 sagde Swank, at hun følte, at hun de sidste par år, virkelig er kommet i ét med sig selv og det er kommet, fordi hun har fundet ud af, hvem hun virkelig er og hvad hun vil i sit liv.
Swank giftede sig med skuespilleren Chad Lowe den 28. september 1997. De var mødtes i 1992, under optagelserne til Quiet Days in Hollywood, en direkte-til-video film. Swank glemte at takke sin mand Lowe i sin takketale efter at have vundet sin første Oscar og hun brugte næsten enhver efterfølgende offentligt mulighed for at gøre det godt igen. I takketalen efter at have vundet sin anden Oscar i 2005, var Lowe, den første hun takkede. Men i januar 2006, blev parret separeret. I et interview viste Swank udtryk for at hun håbede, at de kunne finde sammen igen, men i maj 2006 blev de skilt.  I december 2006, bekræftede Swank at hun var kæreste med John Campisi, sin agent.
Fra 2014 til 2017 indstillede hun midlertidigt karrieren for at passe sin far, der havde gennemgået en lungetransplantation.
I 2018 giftede hun sig med Philip Schneider, med hvem hun fik tvillinger i 2023.

### Trivia
- Hun klippede sit hår af og levede en hel måned som en dreng, for at forberede sig til rollen som Brandon Teena  i Boys Don't Cry.
- Er 1.68 m høj.
- Hun skulle betale en bøde, for at have bragt uundersøgt frugt med til New Zealand. Hun havde et æble og en appelsin med.
- Overtog rollen som Maggie Fitzgerald i Million Dollar Baby fra Sandra Bullock, fordi Bullock havde andet arbejde.
- I november 2006, under optagelserne til P.S. I Love You kom Swank til skade og skulle på skadestuen og havde flere sting i panden efter uheldet.

## Filmografi
| År   | Film/Tv-program                        | Rolle                      | Bemærkninger           |
| ---- | -------------------------------------- | -------------------------- | ---------------------- |
| 1990 | ABC TGIF                               | Danielle                   | Tv-serie               |
| 1991 | Evening Shade                          | Aimee #1                   | Tv-serie 1991-1992     |
| 1991 | Harry and the Hendersons               | Gæstemedvirkenden          | Tv-serie               |
| 1991 | Growing Pains                          | Sasha Serotsky             | Tv-serie 1991-1992     |
| 1992 | Camp Wilder                            | Danielle                   | Tv-serie               |
| 1992 | Buffy - Vampyrernes Skræk              | Kimberly Hannah            | Film                   |
| 1994 | The Next Karate Kid                    | Julie Pierce               |                        |
| 1994 | Cries Unheard: The Donna Yaklich Story | Patty                      | Tv-film                |
| 1996 | Sometimes They Come Back... Again      | Michelle Porter            |                        |
| 1996 | Terror in the Family                   | Deena Martin               | Tv-film                |
| 1996 | Kounterfeit                            | Colleen                    |                        |
| 1997 | Quiet Days in Hollywood                | Lolita                     |                        |
| 1997 | The Sleepwalker Killing                | Lauren Schall              | Tv-film                |
| 1997 | Leaving L.A.                           | Tiffany Roebuck            | Tv-serie               |
| 1997 | Dying to Belong                        | Lisa Connors               | Tv-serie               |
| 1997 | Beverly Hills 90210                    | Carly Reynolds             | Tv-serie 1997-1998     |
| 1998 | Heartwood                              | Sylvia Orsini              |                        |
| 1999 | Boys Don't Cry                         | Brandon Teena              |                        |
| 2000 | The Gift                               | Valerie Barksdale          |                        |
| 2000 | The Audition]                          |                            | Kortfilm               |
| 2001 | The Affair of the Necklace             | Jeanne St. Rémy de Valois  |                        |
| 2002 | The Space Between                      |                            | Kortfilm               |
| 2002 | Insomnia                               | Detektiv Ellie Burr        |                        |
| 2003 | 11:14                                  | Buzzy                      | Også executiv producer |
| 2003 | The Core                               | Major Rebecca Childs       |                        |
| 2004 | Million Dollar Baby                    | Maggie Fitzgerald          |                        |
| 2004 | Red Dust                               | Sarah Barcant              |                        |
| 2004 | Iron Jawed Angels                      | Alice Paul                 | Tv-film                |
| 2006 | The Black Dahlia                       | Madeline Linscott          |                        |
| 2007 | Freedom Writers                        | Erin Gruwell               | Også executiv producer |
| 2007 | The Reaping                            | Professor Katherine Winter |                        |
| 2007 | P. S., I Love You                      | Holly Kennedy              |                        |
| 2008 | Birds of America                       | Laura                      |                        |
| 2009 | Amelia                                 | Amelia Earhart             |                        |
| 2009 | Fangland                               | Evangeline Harker          | Også producer          |
| 2024 | Ordinary Angels                        |                            |                        |

### Awards & nomineringer
Academy Awards/Oscar
- 2000: Vandt: "Best Actress in a Leading Role" for: Boys Don't Cry
- 2005: Vandt: "Best Performance by an Actress in a Leading Role" for: Million Dollar Baby

Academy of Science Fiction, Fantasy & Horror Films, USA
- 2001: Nomineret: "Saturn Award Best Supporting Actress" for: The Gift

BAFTA Awards
- 2001: Nomineret: "Best Performance by an Actress in a Leading Role" for: Boys Don't Cry

Boston Society of Film Critics Awards
- 1999: Vandt: "Best Actress" for: Boys Don't Cry
- 2004: Vandt: "Best Actress" for: Million Dollar Baby

Broadcast Film Critics Association Awards
- 2000: Vandt: "Critics Choice Award Best Actress" for: Boys Don't Cry
- 2005: Vandt: "Critics Choice Award Best Actress" for: Million Dollar Baby

Central Ohio Film Critics Association
- 2005: Vandt: "Best Lead Performance" for: Million Dollar Baby

Chicago Film Critics Association Awards
- 2000: Vandt: "Best Actress" for: Boys Don't Cry

Chicago International Film Festival
- 1999: Vandt: "Silver Hugo Best Actress" for: Boys Don't Cry

Chlotrudis Awards
- 2000: Vandt: "Best Actress" for: Boys Don't Cry

DVD Exclusive Awards
- 2006: Nomineret: "Best Actress (in a DVD Premiere Movie)" for: 11:14

Dallas-Fort Worth Film Critics Association Awards
- 2000: Vandt: "Best Actress" for: Boys Don't Cry
- 2005: Vandt: "Best Actress" for: Million Dollar Baby

Empire Awards, UK
- 2001: Nomineret: "Best Actress" for: Boys Don't Cry
- 2003: Nomineret: "Best Actress" for: Insomnia
- 2006: Nomineret: "Best Actress" for: Million Dollar Baby

Florida Film Critics Circle Awards
- 2000: Vandt: "Best Actress" for: Boys Don't Cry
- 2004: Vandt: "Best Actress" for: Million Dollar Baby

Gijón International Film Festival
- 1999: "Best Actress" for: Boys Don't Cry

Golden Camera, Tyskland
- 2008: "Best Actress International"

Golden Globes
- 2000: Vandt: "Best Performance by an Actress in a Motion Picture – Drama" for: Boys Don't Cry
- 2005: Vandt: "Best Performance by an Actress in a Motion Picture – Drama" for: Million Dollar Baby
- Nomineret: "Performance by an Actress in a Mini-Series or a Motion Picture Made for Television" for: Iron Jawed Angels

Independent Spirit Awards
- 2000: Vandt: "Best Female Lead" for: Boys Don't Cry

Irish Film and Television Awards
- 2008: Vandt: "Audience Award Best International Actress" for: P.S. I Love You

Kansas City Film Critics Circle Awards
- 2005: Vandt: "Award Best Actress" for: Million Dollar Baby

Las Vegas Film Critics Society Awards
- 2000: Vandt: "Sierra Award Best Actress" for: Boys Don't Cry
- Vandt: "Most Promising Actress" for: Boys Don't Cry

London Critics Circle Film Awards
- 2001: Nomineret: "Actress of the Year" for: Boys Don't Cry

Los Angeles Film Critics Association Awards
- 1999: Vandt: "Best Actress" for: Boys Don't Cry

MTV Movie Awards
- 2005: Nomineret: "Best Female Performance" for: Million Dollar Baby
- 2000: Nomineret: "Best Kiss" for: Boys Don't Cry Delt med: Chloë Sevigny
- Nomineret: "Breakthrough Female Performance" for: Boys Don't Cry

Molodist International Film Festival
- 2000: Vandt: "Festival Diploma Best Full-Length Fiction Film" for: Boys Don't Cry Delt med: Kimberly Peirce – Med en speciel ære for en fremragende optræden af Hilary Swank.

National Board of Review, USA
- 1999: Vandt: "Breakthrough Performance – Female" for: Boys Don't Cry

National Society of Film Critics Awards, USA
- 1999: Vandt: "Best Actress" for: Boys Don't Cry
- 2005: Vandt: "Best Actress" for: Million Dollar Baby Delt med Imelda Staunton for Vera Drake

New York Film Critics Circle Awards
Online Film Critics Society Awards
- 2000: Nomineret: "Best Actress" for: Boys Don't Cry
- 2005: Nomineret: "Best Actress" for: Million Dollar Baby

Phoenix Film Critics Society Awards
- 2004: Vandt: "Best Performance by an Actress in a Leading Role" for: Million Dollar Baby

Sant Jordi Awards
- 2006: Vandt: "Best Foreign Actress (Mejor Actriz Extranjera)" for: Million Dollar Baby

Santa Fe Film Critics Circle Awards
- 2000: Vandt: "Best Actress" for: Boys Don't Cry

Satellite Awards
- 2000: Vandt: "Golden Satellite Award Best Performance by an Actress in a Motion Picture, Drama" for: Boys Don't Cry
- 2005: Vandt: "Golden Satellite Award Best Actress in a Motion Picture, Drama" for: Million Dollar Baby

Screen Actors Guild Awards
- 2000: Nomineret: "Actor Outstanding Performance by a Female Actor in a Leading Role" for: Boys Don't Cry
- 2005: Vandt: "Actor Outstanding Performance by a Female Actor in a Leading Role" for: Million Dollar Baby
- Nomineret: "Outstanding Performance by a Female Actor in a Television Movie or Miniseries" for: Iron Jawed Angels
- Nomineret: "Actor Outstanding Performance by a Cast in a Motion Picture" for: Million Dollar Baby Delt med: Clint Eastwood og Morgan Freeman

ShoWest Convention, USA
- 2000: "Female Star of Tomorrow"

Southeastern Film Critics Association Awards
- 2000: Vandt: "Best Actress" for: Boys Don't Cry

Stockholm Film Festival
- 1999: Vandt: "Best Actress" for: Boys Don't Cry

TV Land Awards
- 2006: Vandt: "Little Screen/Big Screen Star (Women)"

Teen Choice Awards
- 2000: Nomineret: "Film – Choice Breakout Performance" for: Boys Don't Cry

Toronto Film Critics Association Awards
- 1999: Vandt: "Best Performance, Female" for: Boys Don't Cry

Walk of Fame
- 2007: Star on the Walk of Fame – Motion Picture

Den 8. januar 2007.
På "6925 Hollywood Blvd".
Young Artist Awards
- 1993: Nomineret:"Best Young Actress in a New Television Series" for: Camp Wilder

| Priser                                              | Priser                                                              | Priser                                             |
| --------------------------------------------------- | ------------------------------------------------------------------- | -------------------------------------------------- |
| Foregående: Gwyneth Paltrow for Shakespeare in Love | Oscar for bedste kvindelige hovedrolle 1999 for Boys Don't Cry      | Efterfølgende: Julia Roberts for Erin Brockovich   |
| Foregående: Charlize Theron for Monster             | Oscar for bedste kvindelige hovedrolle 2004 for Million Dollar Baby | Efterfølgende: Reese Witherspoon for Walk the Line |